# جون أوكسلي (لاعب كريكت)
جون أوكسلي (16 فبراير 1850 - 4 يوليو 1917) (بالإنجليزية: John Oxley)‏ هو لاعب كريكت بريطاني.